# Palmeirândia
Palmeirândia là một đô thị thuộc bang Maranhão, Brasil. Đô thị này có diện tích 525,633 km², dân số năm 2007 là 18119 người, mật độ 34,47 người/km².